# Grofija Zelandija

Grofija Zelandija ( nizozemsko Graafschap Zeeland) je bila grofija Svetega rimskega cesarstva v Nizozemskih deželah. Zajemala je območje v delti Šelde in Meuse, ki približno ustreza sodobni nizozemski provinci Zelandija. Grofija Zelandija ni vključevala regije Zelandske Flandrije, ki je bila del Flandrije; nasprotno, sodobna provinca Zelandija ne vključuje Sommelsdijk, zgodovinsko del okrožja Zelandije.

## Zgodovina
Zgodovinsko gledano je bilo območje pogosto pod vplivom svojih močnejših sosedov, Grofije Holandije, Grofija Hainaut in Grofija Flandrija. Leta 1012 je cesar Henrik II. sveti francoskemu grofu Baldvinu IV. Flandrijskemu  v fevd podelil Zelandijo, nakar sta bili obe grofiji vladani po personalni uniji, ki ji je od začetka nasprotovala severna Holandija. Leta 1167 je izbruhnila vojna med grofijami, po kateri je moral holandski grof Floris III. priznati prevlado grofa Filipa I. Flandrijskega v Zelandiji. Holandski grof Floris IV. (1222-1234) je ponovno osvojil Zelandijo, ki ji je po nasledniku grofu Florisu V., sinu Viljema II. Holandskega, leta 1256 po personalni uniji s Holandijo.
S Pariško pogodbo iz leta 1323 med Flandijo in Hainaut-Holandijo se je grof Flandrije odpovedal zahtevkom do Zelandije in priznal grofa Holandije kot grofa Zelandije. Kljub temu je Zelandija ostala ločena upravna enota, ki je bila pod upravo holandskih grofov. Leta 1432 si jo je priključil burgundski vojvoda Filip Dobri in postala je del burgundske Nizozemske. Po smrti Marije Burgundske leta 1482 je bila Zelandija po Senliški pogodbi ena od sedemnajstih provinc v lasti Habsburške hiše, ki se je leta 1512 pridružila Burgundskemu krogu.
Po osemdesetletni vojni je bila Zelandija ena od združenih provinc Nizozemske republike, ustanovljene leta 1581. Tako pred kot po nizozemski neodvisnosti je Zelandija delila nekatere institucije z grofijo Holandije in Zahodne Frizije, kot so vrhovno sodišče, vrhovni svet Holandije, Zelandije in Zahodne Frizije, potem ko so se severne province odstranile iz cesarske oblasti in jurisdikcije. Velikega sveta Mechelena.
Po ustanovitvi Generalnih stanov Zelandije leta 1583 je Middelburg sprva postal kraj zbiranja. Od leta 1585 pa so se sestajali v Haagu. Kot (teoretično) neodvisna (delna) država je grofija Zelandija prenehala obstajati pod Batavsko republiko leta 1795, ko je postala departament. Skupaj z Zelandsko Flandrijo danes tvori provinco Zelandijo.

## Mesta v grofiji Zelandiji
Glasovalna mesta po pomembnosti:
- Middelburg (1217)
- Zierikzee (1248)
- Reimerswaal (1374) do 1574 glasovanje v Stanovih Zelandije,
- Goes (1405)
- Tholen (1366)
- Vlissingen (1315) glasovanje v Stanovih Zelandije od leta 1574 naprej
- Veere (1355) glasovanje v Stanovih Zelandije od leta 1574 naprej

Majhna mesta (brez sedeža v Stanovih Zelandije:
- Arnemuiden (1574)
- Brouwershaven (1477)
- Domburg (1223)
- Kortgene (1431)
- Sint-Maartensdijk (1491)
- Westkapelle (1223)

## Poglej tudi
- grof Holandski